# Минеева, Наталья Александровна
Ната́лья Алекса́ндровна Мине́ева (в девичестве Бори́сова; 23 января 1983, Белая Калитва) — российская гребчиха-байдарочница, выступает за сборную России с 2005 года. Обладательница бронзовой медали чемпионата Европы, многократная призёрша этапов Кубка мира, чемпионка национальных и молодёжных регат. На соревнованиях представляет Краснодарский край, мастер спорта международного класса.

## Биография
Наталья Борисова родилась 23 января 1983 года в городе Белая Калитва, Ростовская область. Активно заниматься греблей на байдарке начала в раннем детстве, проходила подготовку в ростовском областном училище олимпийского резерва и в краснодарском краевом центре спортивной подготовки, тренировалась под руководством В. С. Михайловского.
В основном составе сборной России дебютировала в сезоне 2005 года, побывав на чемпионате Европы в польской Познани. Первого серьёзного успеха добилась в 2006 году, выиграв золото на юниорском чемпионате Европы в Афинах и серебро на этапе Кубка мира в китайском Гуанчжоу — в двойках на дистанции 200 метров. В 2008 году участвовала в зачёте европейского первенства в Милане, соревновалась в заездах на двести метров среди двоек и тысячу метров среди четвёрок, тем не менее, ни в одной из дисциплин попасть в число призёров не смогла.
На взрослом международном уровне Борисова впервые заявила о себе в сезоне 2009 года, когда в очередной раз попала в основной состав российской национальной сборной и благодаря череде удачных выступлений удостоилась права защищать честь страны на чемпионате Европы в немецком Бранденбурге. Вместе с командой, куда вошли также Светлана Кудинова, Юлия Качалова и Александра Томникова, завоевала бронзовую медаль в эстафете 4 × 200 м — сильнее были только представительницы Германии и Венгрии. Позже выступила на чемпионате мира в канадском Дартмуте, в эстафете и в четвёрках на двухсотметровой дистанции, но без медалей.
В начале 2010-х годов одновременно с карьерой байдарочницы Наталья Борисова занялась греблей на лодках класса «дракон», и в этой дисциплине тоже добилась больших успехов — побеждала в программе национальных и международных регат. По состоянию на 2014 год остаётся действующей профессиональной спортсменкой, так, на чемпионате России по гребле на байдарках и каноэ была третьей.
Имеет высшее образование, в 2006 году окончила Кубанский государственный университет физической культуры, спорта и туризма. За выдающиеся спортивные достижения удостоена почётного звания «Мастер спорта России международного класса». В настоящее время проживает в Краснодаре и выступает за Краснодарский край. С 2012 года замужем за Дмитрием Минеевым.